# Menhir von Mittelbrunn
Der Menhir von Mittelbrunn (auch als Langenstein oder Der Lange Stein bezeichnet) ist ein Menhir bei Mittelbrunn im Landkreis Kaiserslautern in Rheinland-Pfalz.

## Lage
Der Stein befindet sich wohl noch an seinem ursprünglichen Standort. Er steht nördlich von Mittelbrunn auf einem Feld zwischen den höchsten Punkten eines sattelartigen Geländerückens. Hier verlief ein alter Höhenweg sowie die Grenze zwischen Mittelbrunn und Landstuhl. Als Grenzstein wird der Menhir erstmals 1529 erwähnt.

## Beschreibung
Der Menhir besteht aus rotem Sandstein. Er hat eine Höhe von 176 cm, eine Breite von 87 cm und eine Tiefe von 45 cm. Der Stein ist pfeilerförmig, leicht geschwungen und läuft in einer abgerundeten Spitze aus. Seine Oberfläche weist zahlreiche Ritzungen auf. Auf der Nordwestseite ist ein Kreuz als Grenzmarkierung eingeritzt, auf den anderen Seiten mehrere Initialen und die Jahreszahl 1852. Otto Gödel meinte zudem, das stark verwitterte Relief eines Menschen erkennen zu können. An der Westseite des Steins wurde in der Mitte des 19. Jahrhunderts ein Stück abgesprengt, um daraus eine Sitzbank zu fertigen.